# Бриньоне, Федерика
Федери́ка Бриньо́не (итал. Federica Brignone, род. 14 июля 1990 года, Милан) — итальянская горнолыжница, двукратная чемпионка мира, трёхкратный призёр Олимпийских игр, двукратная обладательница Кубка мира в общем зачёте (2019/20 и 2024/25). Первая в истории итальянская женщина, завоевавшая Кубок мира по горным лыжам. Лидер среди всех итальянок по количеству побед на этапах Кубка мира. Выступает во всех дисциплинах, наибольших успехов добилась в гигантском слаломе и супергиганте. Самая возрастная победительница этапа в истории женского Кубка мира. От итальянских журналистов получила прозвище «Снежная тигрица» (итал. La Tigre Delle Nevi).

## Спортивная биография

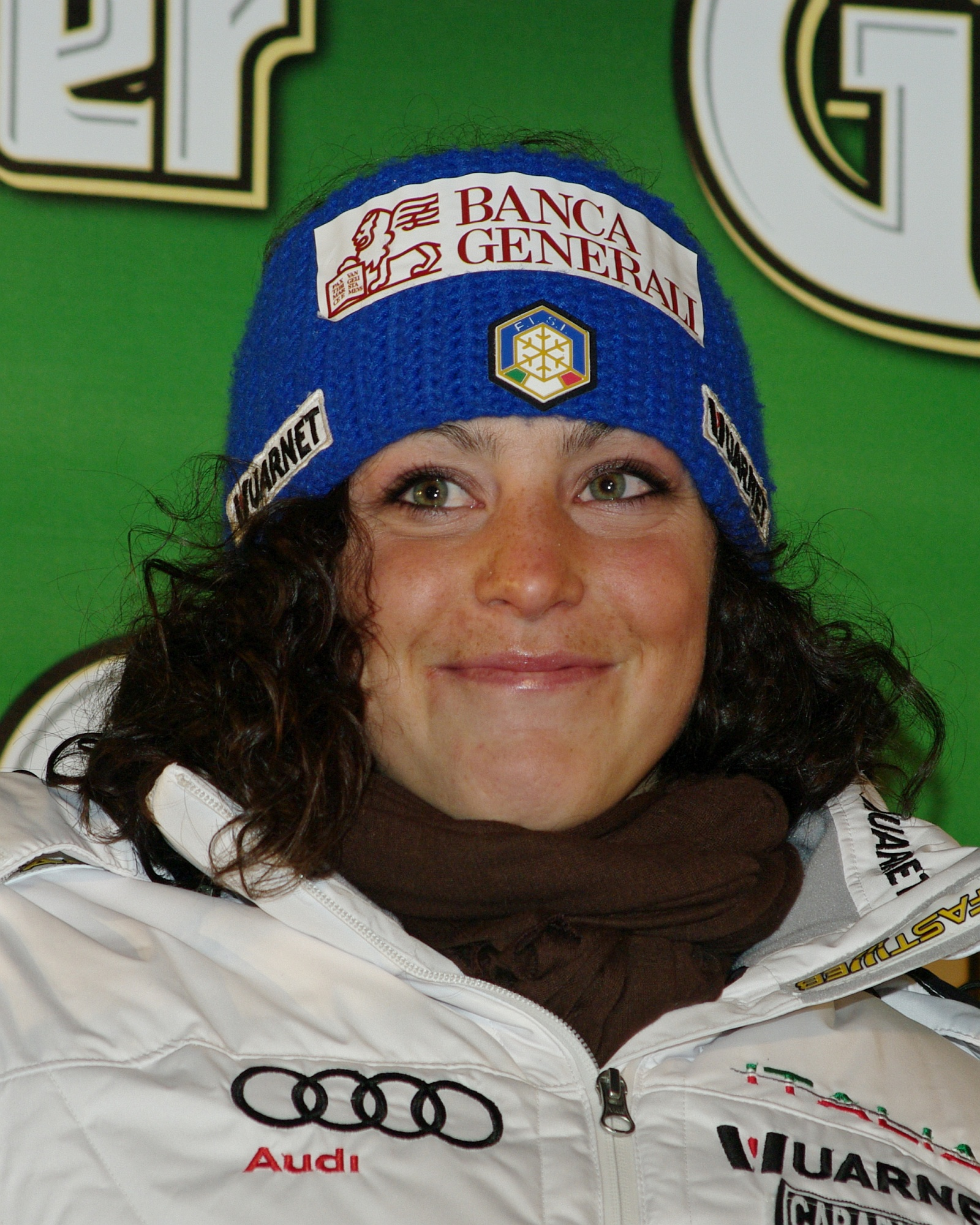
2010 год

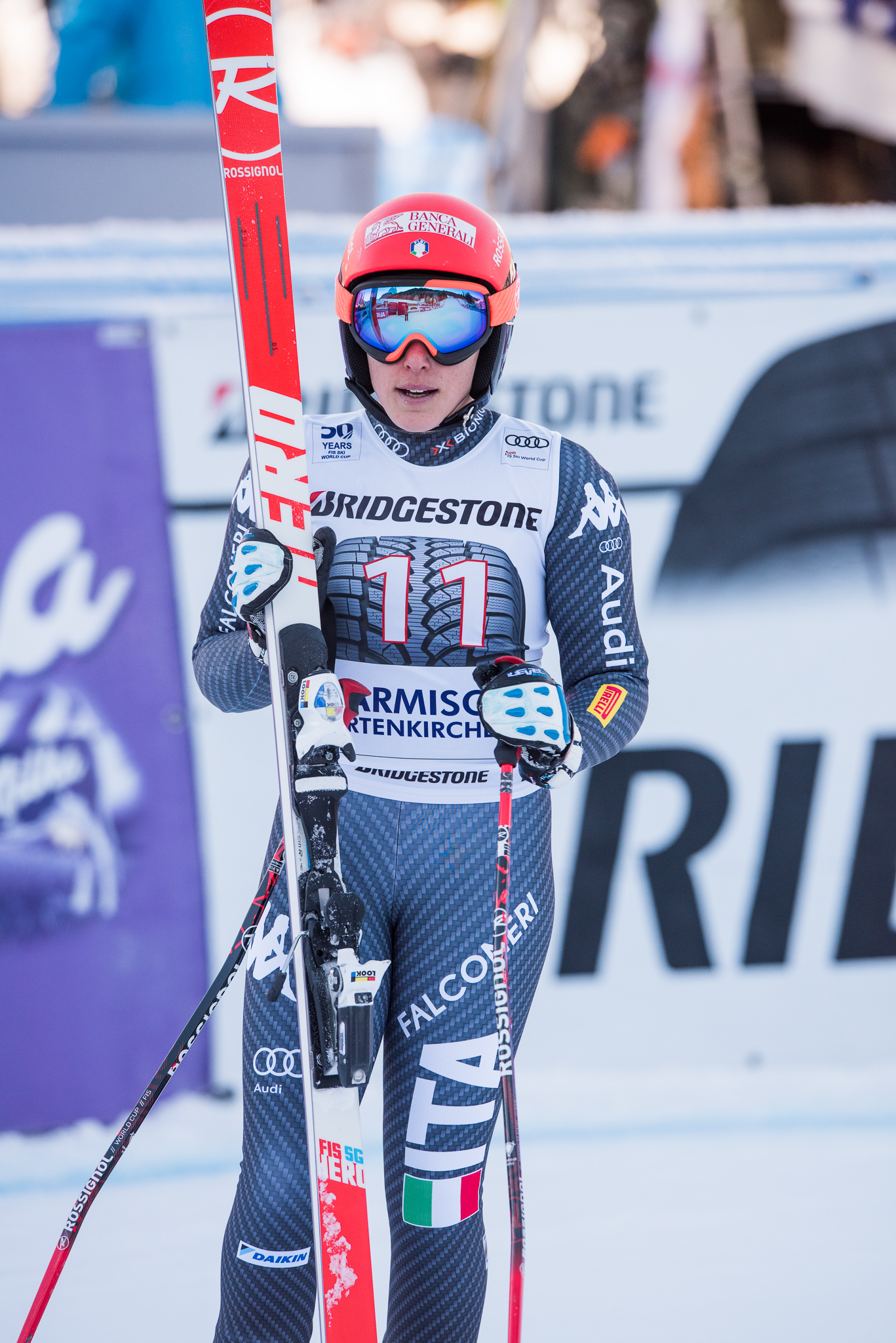
2017 год

Федерика — дочь итальянской горнолыжницы Марии Розы Кварио, которая выступала на Олимпийских играх 1980 и 1984 годов, выиграла 4 этапа Кубка мира в слаломе. Федерика встречалась с французским горнолыжником Николя Раффором.
Чемпионка мира среди юниоров 2009 года в комбинации (результат рассчитывался по итогам стартов в скоростном спуске, слаломе и гигантском слаломе) и серебряный призёр чемпионата мира среди юниоров 2010 года в гигантском слаломе (чемпионкой стала норвежка Мона Лёсет).
В Кубке мира Бриньоне дебютировала в 2007 году, в ноябре 2009 года впервые попала в тройку лучших этапе Кубка мира в гигантском слаломе. Первую победу одержала в возрасте 25 лет в октябре 2015 года в гигантском слаломе в Зёльдене. Всего на сегодняшний момент имеет 16 побед, в том числе 7 в гигантском слаломе. Лучшим достижением Бриньоне в общем зачёте Кубка мира является победа в сезоне 2019/20.
На Олимпийских играх 2010 года в Ванкувере стала 18-й в гигантском слаломе. На Играх 2014 года в Сочи выступала в трёх дисциплинах: в слаломе и гигантском слаломе не сумела финишировать, а в суперкомбинации стала 11-й. На Олимпийских играх 2018 года сумела завоевать бронзу в гигантском слаломе, а также стала шестой в супергиганте, восьмой в комбинации и пятой в командном первенстве.
В сезоне сезоне 2018/19 выиграла два этапа Кубка мира и заняла шестое место в общем зачёте.
В сезоне 2019/20 Бриньоне сумела выиграть общий зачёт Кубка мира. Долгое время лидером была американка Микаэла Шиффрин, но она приостановила свои выступления из-за смерти отца в начале февраля 2020 года, и Бриньоне сумела обойти Шиффрин на 153 очка. Мартовские старты в Оре и Кортине-д’Ампеццо были отменены из-за пандемии коронавируса, итоговые результаты были определены по текущему положению в Кубке мира на конец февраля. В сезоне 2019/20 Федерика 11 раз попадала в тройку лучших на этапах Кубка мира (5 побед, 5 вторых мест и одно третье). Ранее итальянка ни разу не попадала на подиум этапов Кубка мира чаще, чем 6 раз за сезон. Кроме общего зачёта Федерика также победила в зачётах гигантского слалома и комбинации.
В сезоне 2020/21 выиграла только один этап Кубка мира и заняла седьмое место в общем зачёте (867 очков). В зачёте супергиганта Бриньоне стала второй, уступив только Ларе Гут-Бехрами.
12 декабря 2021 года Федерика выиграла супергигант на этапе Кубка мира в Санкт-Морице, таким образом, седьмой сезон подряд она одерживает как минимум одну победу на этапах Кубка мира.
На Олимпийских играх 2022 в Пекине Бриньоне 7 февраля завоевала серебро в гигантском слаломе. 11 февраля Бриньоне заняла седьмое место в супергиганте. 17 февраля завоевала бронзу в комбинации. Бриньоне стала первой в истории итальянкой, выигравшей олимпийскую медаль в комбинации.
20 марта 2022 года выиграла гигантский слалом на финальном этапе Кубка мира в Мерибеле, эта победа стала для Бриньоне 20-й на этапах Кубка мира. По итогам сезона 2021/22 заняла третье место в общем зачёте Кубка мира, а также впервые в карьере выиграла зачёт супергиганта.
За карьеру участвовала в 7 чемпионатах мира (2011, 2015, 2017, 2019, 2021, 2023, 2025). На чемпионате мира 2011 года в Гармиш-Партенкирхене 20-летняя Бриньоне достаточно неожиданно выиграла серебро в гигантском слаломе, всего 0,09 сек уступив по сумме двух попыток словенке Тине Мазе. На чемпионате мира 2017 года стала четвёртой в гигантском слаломе, а на чемпионате мира 2019 года заняла пятое место в этой дисциплине.
В феврале 2023 года чемпионате мира в Мерибеле завоевала чемпионский титул в комбинации, опередив по общему времени двух дисциплин на 1,62 сек Венди Хольденер. Бриньоне стала первой в истории итальянкой, выигравшей золото в комбинации на чемпионатах мира. В супергиганте Бриньоне заняла восьмое место. В гигантском слаломе завоевала серебряную медаль спустя 12 лет после серебра в этой дисциплине на чемпионате мира в Гармиш-Партенкирхене.

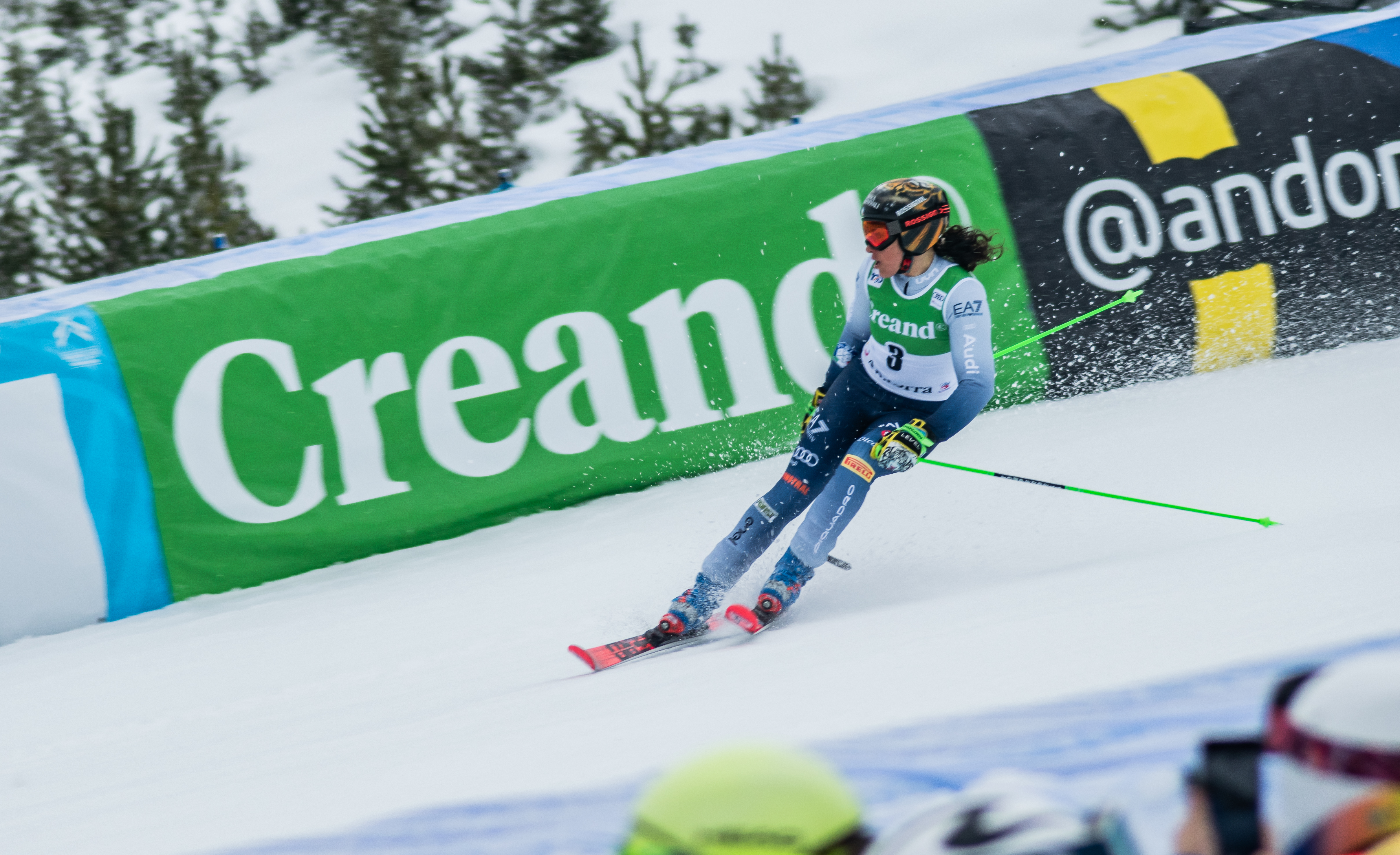
2024 год

В сезоне 2024/25 выиграла два гигантских слалома на этапах Кубка мира в Австрии, а 11 января 2025 года в Санкт-Антоне впервые в карьере выиграла этап Кубка мира в скоростном спуске. Эта победа стала суммарно 30-й для Бриньоне на этапах Кубка мира.
В феврале 2025 года на чемпионате мира в Зальбахе завоевала серебряную медаль в супергиганте, уступив только австрийке Штефани Фенир. 13 февраля выиграла золотую медаль в гигантском слаломе. Серебряный призёр Элис Робинсон проиграла Бриньоне 0,90 сек, а все остальные уступили чемпионке более 2,5 сек. Бриньоне стала первой итальянской горнолыжницей, выигравшей 5 медалей на чемпионатах мира.
21 и 22 февраля 2025 года победила в гигантском слаломе на этапе Кубка мира в итальянском Сестриере. Бриньоне впервые в карьере выиграла 7 этапов Кубка мира за сезон.
8 марта 2025 года выиграла гигантский слалом на этапе Кубка мира в шведском Оре. Бриньоне вышла на третье место в истории по победам в этой дисциплине (17), уступая только Микаэле Шиффрин (22) и Френи Шнайдер (20).
Использует лыжи и ботинки производства фирмы Rossignol.

## Результаты на крупнейших соревнованиях

### Зимние Олимпийские игры
| Олимпийские игры | Скоростной спуск | Супергигант | Гигантский слалом | Слалом | Комбинация | Команды |
| ---------------- | ---------------- | ----------- | ----------------- | ------ | ---------- | ------- |
| 2010 Ванкувер    | —                | —           | 18                | —      | —          | н/д     |
| 2014 Coчи        | —                | —           | DNF1              | DNF2   | 11         | н/д     |
| 2018 Пхёнчхан    | DNF              | 6           | 3                 | —      | 8          | 5       |
| 2022 Пекин       | —                | 7           | 2                 | DNF2   | 3          | 8       |

### Чемпионаты мира
5 медалей (2 золотые, 3 серебряные)
| Чемпионат мира         | Скоростной спуск | Супергигант  | Гигантский слалом | Слалом       | Комбинация   | Команды      | Паралл. гигантский слалом |
| ---------------------- | ---------------- | ------------ | ----------------- | ------------ | ------------ | ------------ | ------------------------- |
| 2011 Гармиш            | —                | —            | 2                 | DNF1         | —            | 4            | н/д                       |
| 2013 Шладминг          | не выступала     | не выступала | не выступала      | не выступала | не выступала | не выступала | не выступала              |
| 2015 Вейл / Бивер-Крик | —                | —            | DNF1              | 19           | —            | —            | н/д                       |
| 2017 Санкт-Мориц       | —                | 8            | 4                 | 24           | 7            | 5            | н/д                       |
| 2019 Оре               | —                | 10           | 5                 | —            | 6            | —            | н/д                       |
| 2021 Кортина-д’Ампеццо | —                | 10           | DNF1              | DNF1         | DNF SL       | —            | 6                         |
| 2023 Мерибель          | —                | 8            | 2                 | —            | 1            | —            | —                         |
| 2025 Зальбах           | 10               | 2            | 1                 | —            | —            | —            | н/д                       |

### Кубок мира

#### Завоёванные хрустальные глобусы
- Общий зачёт — 2 раза: 2019/20, 2024/25
- Скоростной спуск — 1 раз: 2024/25
- Супергигант — 1 раз: 2021/22
- Гигантский слалом — 2 раза: 2019/20, 2024/25

#### Победы на этапах Кубка мира (37)
| №  | Сезон   | Дата         | Место                   | Дисциплина             |
| -- | ------- | ------------ | ----------------------- | ---------------------- |
| 1  | 2015/16 | 24 окт 2015  | Зёльден                 | Гигантский слалом      |
| 2  | 2015/16 | 27 фев 2016  | Сольдеу                 | Супергигант            |
| 3  | 2016/17 | 24 янв 2016  | Кронплац                | Гигантский слалом (2)  |
| 4  | 2016/17 | 24 фев 2017  | Кран-Монтана            | Комбинация             |
| 5  | 2016/17 | 19 мар 2017  | Аспен                   | Гигантский слалом (3)  |
| 6  | 2017/18 | 29 дек 2017  | Лиенц                   | Гигантский слалом (4)  |
| 7  | 2017/18 | 13 янв 2018  | Бад-Клайнкирххайм       | Супергигант (2)        |
| 8  | 2017/18 | 4 мар 2018   | Кран-Монтана            | Комбинация (2)         |
| 9  | 2018/19 | 24 ноя 2018  | Киллингтон              | Гигантский слалом (5)  |
| 10 | 2018/19 | 24 фев 2019  | Кран-Монтана            | Комбинация (3)         |
| 11 | 2019/20 | 17 дек 2019  | Куршевель               | Гигантский слалом (6)  |
| 12 | 2019/20 | 12 янв 2020  | Альтенмаркт-Цаухензе    | Комбинация (4)         |
| 13 | 2019/20 | 18 янв 2020  | Сестриере               | Гигантский слалом (7)  |
| 14 | 2019/20 | 2 фев 2020   | Роза Хутор              | Супергигант (3)        |
| 15 | 2019/20 | 23 фев 2020  | Кран-Монтана            | Комбинация (5)         |
| 16 | 2020/21 | 28 фев 2021  | Валь-ди-Фасса           | Супергигант (4)        |
| 17 | 2021/22 | 12 дек 2021  | Санкт-Мориц             | Супергигант (5)        |
| 18 | 2021/22 | 16 янв 2022  | Цаухензе                | Супергигант (6)        |
| 19 | 2021/22 | 30 янв 2022  | Гармиш-Партенкирхен     | Супергигант (7)        |
| 20 | 2021/22 | 20 мар 2022  | Мерибель                | Гигантский слалом (8)  |
| 21 | 2022/23 | 14 янв 2023  | Санкт-Антон             | Супергигант (8)        |
| 22 | 2023/24 | 2 дек 2023   | Тремблан                | Гигантский слалом (9)  |
| 23 | 2023/24 | 3 дек 2023   | Тремблан                | Гигантский слалом (10) |
| 24 | 2023/24 | 17 дек 2023  | Валь-д’Изер             | Супергигант (9)        |
| 25 | 2023/24 | 3 мар 2024   | Квитфьелль              | Супергигант (10)       |
| 26 | 2023/24 | 9 мар 2024   | Оре                     | Гигантский слалом (11) |
| 27 | 2023/24 | 17 мар 2024  | Зальбах                 | Гигантский слалом (12) |
| 28 | 2024/25 | 26 окт 2024  | Зёльден                 | Гигантский слалом (13) |
| 29 | 2024/25 | 28 дек 2024  | Земмеринг               | Гигантский слалом (14) |
| 30 | 2024/25 | 11 янв 2025  | Санкт-Антон-ам-Арльберг | Скоростной спуск (1)   |
| 31 | 2024/25 | 19 янв 2025  | Кортина-д’Ампеццо       | Супергигант (11)       |
| 32 | 2024/25 | 25 янв 2025  | Гармиш-Партенкирхен     | Скоростной спуск (2)   |
| 33 | 2024/25 | 21 фев 2025  | Сестриере               | Гигантский слалом (15) |
| 34 | 2024/25 | 22 фев 2025  | Сестриере               | Гигантский слалом (16) |
| 35 | 2024/25 | 2 март 2025  | Квитфьелл               | Супергигант (12)       |
| 36 | 2024/25 | 8 мар 2025   | Оре                     | Гигантский слалом (17) |
| 37 | 2024/25 | 14 март 2025 | Ла-Тюиль                | Супергигант (13)       |